# Валькенер, Шарль
Барон Шарль Валькенер (фр. Charles Athanase Walckenaer, 25 декабря 1771 — 26 апреля 1852) — французский учёный, биограф, энтомолог, арахнолог.

## Биография
Валькенер родился 1771 году в Париже и учился в университетах Глазго и Оксфорда.
В 1813 году избран академиком в Институт Франции. Был мэром 5-го округа Парижа, а в 1816—1825 годах префект департамента Сены. Барон с 1823 года. С 1839 был хранителем Отдела карт в Национальной библиотеке Франции, с 1840 — постоянный секретарь Академии надписей и изящной словесности при Институте Франции.
Один из основателей Энтомологического общества Франции в 1832 году и его Президент в 1835 и 1841 годах.
Скончался в 1852 году.

## Труды
- Histoire de la vie et des ouvrages de la Fontaine (1820, 4th ed. 1858).
- Histoire de la vie et des poésies d'Horace (1840; new ed. 1858).
- Mémoires touchent la vie et les écrits de Mme de Sevigné (6 volumes, 1842-1865).
- La monde maritime (4 vols., 1818).
- Histoire générale des voyages (21 vols., 1826-1831).
- Géographie ancienne, historique et comparée des Gaules (3 vols., 1839, new ed. 1862).
- Histoire naturelle des insectes (4 vols., 1836-1847).